# Завод «Радіореле»
Завод «Радіореле» — державне підприємство, найбільший виробник комутаційної техніки на ринку України та країн СНД. Багато його виробів є унікальними і не мають аналогів на території колишнього Радянського Союзу. Науковий і технічний потенціал підприємства здатний вирішити багато проблем, пов’язаних з комутацією електричних кіл постійного і змінного струму з напругою до 250 В і струмом до 16 А.

## Історія
Державне підприємство «Завод „Радіореле“» було засноване в 1920 році на базі фронтових майстерень з ремонту й відновлення телеграфної й телефонної апаратури зв'язку. В процесі діяльності підприємство поступово збільшувалося й розширювало сфери своєї діяльності.

## Основна продукція
Реле спеціального призначення:
1. Реле електромагнітні - призначені для комутації кіл постійного і змінного струмів:
- Реле слабких струмів (РЭН29, РЭН32, РЭН33, РЭН34, РЭН35, РЭС9, РЭС22, РЭС32, РЭС34, РЭС47, РЭС49, РЭС53, РЭС60, РЭС80, РЭС80 Т, РЭС80-1, РЭС80-1 Т, РЭК23, РЭК37, РЭК43, РЭК30)
- Реле високочастотних струмів (РПА14, РПА16, РЭВ14, РЭВ15, РЭВ16, РЭВ17, РППВ10, РППВ11, РППВ12)
- Герконові реле (РЭС55)

Електромагнітні реле цього підприємства мають гарну якість та працюють, як в звичайних, так і в екстремальних умовах на землі та в космосі, комутуючи потужності від 0,000000001 до 2000 Вт (при струмах від 0,00001 А до 16 А в діапазоні частот до 2 ГГц).
2. Реле для температурного захисту:
- Електротеплові струмові реле (РТТ2, РТТ1) — слугують для захисту електроприладів від перевантажень за струмом (від 0,5 до 10А).
- Реле теплові мініатюрні (РТМ1, РТМ2) — призначені для захисту електричних машин і апаратів від перегріву (температура спрацьовування в діапазоні 90-180˚С).

3. Реле промислової автоматики (РЭК68, РЭК70, РПЭ-1, РН-2) — виконані у відповідності з сучасними вимогами міжнародних стандартів у частині електричної міцності (пробивна напруга між обмоткою й контактною системою більше 4 кВ)
Застосування даних видів реле дозволяє відмовитися від складних технічних рішень, які забезпечують вимоги з безпеки, знизити собівартість продукції й підвищити її конкурентноспроможність.
Також завод виготовляє різні елементи волоконно-оптичних ліній зв'язку.

## Керівництво
- 2002—2007 Гейман Олег Айзікович